# Human Rights Campaign

Logo da Human Rights Campaign

Human Rights Campaign (HRC) é o maior grupo de defesa e de lobby dos direitos civis LGBT nos Estados Unidos. A organização concentra-se em proteger e expandir os direitos de pessoas LGBT, principalmente ao defender igualdade de casamento, legislação anti-discriminação e para crimes de ódio, além de advocacia para portadores de HIV/AIDS. A organização também tem uma série de iniciativas legislativas, bem como recursos de apoio para as pessoas LGBT.